# 北礁 (澎湖)
北礁，為台灣澎湖縣白沙鄉的一座島嶼，面積0.0248平方公里，島嶼位置在鳥嶼北北東方約3公里處，為白沙鄉最東端的島嶼之一。北礁為一浮水岩礁，乾潮時與其南方數百公尺的毛司嶼相連，大乾潮時甚至能與其西南方一逾多公里的白沙嶼部分相連。